# Борг його брата (фільм, 1915)
«Борг його брата» (англ. His Brother's Debt) — американська короткометражна драма режисера Генрі Отто 1915 року.

## У ролях
- Едвард Коксен — Арнольд Даунс
- Вініфред Грінвуд — Клара Майерс
- Аль Фордайсе — Дж. Мілтон Блок
- Люсіль Бауер — Сада Блок — дочка Дж. Мілтона
- Джон Степлінг — містер Майерс
- місіс Том Рікеттс — місіс Майерс
- Вільям Бертрам — містер Даунс
- Едвард Маккірнан — Френк Даунс
- Кінг Кларк
- Еліс Енн Руні